# Dysstroma strigulata
Dysstroma strigulata là một loài bướm đêm trong họ Geometridae.